# Paul Rutherford
Paul Rutherford es un cantante, músico y bailarín inglés, nacido el 8 de diciembre de 1959 en Liverpool, Inglaterra. Es más conocido por ser el teclista, corista y bailarín de la banda de synth-pop Frankie Goes to Hollywood.

## Trayectoria
Antes de unirse a la banda en 1982, Rutherford formó parte de la escena punk de los años 70 en Merseyside. Con Frankie Goes to Hollywood, participó en éxitos como Relax y Two Tribes, que marcaron la música de los años 80. 
Paul Rutherford comenzó su carrera musical en la escena punk de Merseyside en los años 70, donde tuvo sus primeros éxitos con la banda The Spitfire Boys. Sin embargo, su gran salto llegó cuando se unió a Frankie Goes to Hollywood en 1982, donde se convirtió en el corista, teclista y bailarín del grupo.
Con Frankie Goes to Hollywood, participó en la creación de éxitos icónicos como Relax, Two Tribes y The Power of Love, que definieron el sonido de los años 80. Tras la disolución del grupo en 1987, intentó una carrera en solitario, lanzando el álbum Oh World en 1989, aunque no tuvo gran éxito comercial. También lanzó sencillos como Get Real (1988), I Want Your Love (1989) y Oh World (1989), aunque ninguno logró gran impacto en las listas.
En los años 90, trabajó como estilista para bandas y apareció en videoclips de artistas como Annie Lennox (Walking on Broken Glass, 1992) y Michael Jackson (Give In to Me, 1993). En 2010, lanzó el álbum The Cowboy Years bajo el nombre *Paul Rutherford/Butt Cowboys.

## Vida personal
Actualmente, vive en Nueva Zelanda con su pareja de unión civil, Perry.